# Nord 1100 Noralpha
Le Nord 1100 Noralpha est la version française du Messerschmitt Me 208, construite dans l’après-guerre par Nord-Aviation.

## Variantes
Nord 1100
Nord 1101 Noralpha / Ramier I
Nord 1104 Noralpha
SFERMA-Nord 1110 Nord-Astazou

## Opérateurs
France
- Armée de l'Air
- Aviation légère de l'Armée de terre (ALAT)
- Aéronautique navale